# Four (Fair Warning)
Four è il quarto album dei Fair Warning, pubblicato nel 2000. Si tratta dell'ultimo disco inciso prima del temporaneo scioglimento del gruppo.

## Il disco
L'album raggiunse il 2º posto nelle classifiche giapponesi. Anche questo disco fu autoprodotto e fu pubblicato per la Frontiers Records, etichetta discografica italiana specializzata in AOR, con la quale sono sotto contratto tuttora. Il primo singolo estratto, Heart on the Run, stazionò al 1º posto delle classifiche giapponesi per 3 settimane. Il secondo singolo fu invece Still I Believe.

## Tracce
1. Heart on the Run
2. Through the Fire
3. Break Free
4. Forever
5. Tell Me I'm Wrong
6. Dream
7. I Fight
8. Time Will Tell
9. Eyes of Love
10. Find My Way
11. Night Falls
12. Wait
13. For the Young

## Formazione
- Tommy Heart (voce)
- Andy Malecek (chitarra)
- Helge Engelke (chitarra)
- Ule Ritgen (basso)
- C.C.Behrens (batteria, traccia 7)
- Philippe Candas (batteria, tracce 1-6 e 8-13)